# Nowotroizki selsowet
Der Nowotroizki selsowet (russisch Новотроицкий сельсовет) ist eine Landratsgemeinde (selsowet) in Russland. Sie liegt im Tschischminski rajon der Republik Baschkortostan. Verwaltungssitz ist das Dorf Nowotroizkoje.

## Dörfer
In der Landratsgemeinde liegen folgende Dörfer:
- Nowotroizkoje (russisch Новотроицкое)
- Alexandrowka (russisch Александровка)
- Barsuanbaschewo (russisch Барсуанбашево)
- Biljasy (russisch Бильязы)
- Karan-Elga (russisch Каран-Елга)
- Nowouptino (russisch Новоуптино)
- Nowomussino (russisch Новомусино)
- Nowosairanowo (russisch Новосайраново)
- Sairanowo (russisch Сайраново)
- Lomonossowo (russisch Ломоносово)

## Demographie
| Jahr | Einwohner |
| ---- | --------- |
| 2002 | 1595      |
| 2009 | 1517      |
| 2010 | 1513      |
| 2012 | 1522      |
| 2013 | 1527      |
| 2014 | 1498      |
| 2015 | 1480      |
| 2016 | 1438      |
| 2017 | 1431      |